# Museo Escuela
Museo Escuela, espacio museístico con sede en Vega de Doña Olimpa, provincia de Palencia. Es de los únicos por su temática. Ocupa el edificio de las antiguas escuelas unitarias de la localidad.
Tiene como objetivo poner en valor la localidad. El usuario puede sentirse integrado en el mismo. 

## Datos útiles
- Situación: Escuelas - Vega de Doña Olimpa
- Horarios de visita: Por determinar.
- Superficie: 104 m²

La localidad presenta, por sus características de tranquilidad y ruralidad, muy buenas condiciones para establecimientos de turismo rural y restauración.

## Historia
En 1780, un vecino de Vega de Doña Olimpa, Benito González Izquierdo, ejercía de maestro de primeras letras en otra localidad, lo que pone de manifiesto que existían vegueños alfabetizados a finales del siglo XVIII.
Este vecino no fue el único alfabetizado en tan lejanos tiempos. Años más tarde, otro vegueño, Gregorio Inhiesto Fernández, fue alumno en el Real Colegio de Medicina y Cirugía de San Carlos (Madrid) entre 1835 y 1841.
Con anterioridad a la Ley de Instrucción Pública (o Ley Moyano), de 9 de septiembre de 1857, Vega de Doña Olimpa contaba con escuela primaria. Pocos años antes, en 1850, el diccionario geográfico de Pascual Madoz decía de la escuela de Vega de Doña Olimpa que estaba "concurrida por 18 jóvenes de ambos sexos". Su dotación, como la de todas las escuelas públicas del país, correspondía al municipio.
En 1860, cuando ejercía de maestro Feliciano Fernández, la escuela estaba dotada con 200 reales. A inicios del siglo XX, según el censo electoral de 1917, 131 electores, de un total 137, sabían leer y escribir en el antiguo municipio de Vega de Doña Olimpa (la localidad del mismo nombre más Valenoso, Villanueva y Renedo); es decir, la alfabetización alcanzaba un 95,6 % del total del electorado.
Maestros de Vega de Doña Olimpa:
Feliciano Fernández (1860); Ceferino Pérez (1886); Atanasio González (1887-1918); Modesto Cabezas Fernández (1924); Benito Retuerto (1927); Julio Pérez (1931); Anastasio Jiménez Vicente (1938); Fidentina del Campo.